# Stauferlöwen

Stauferlöwen im Wappen des Herzogtums Schwaben im 13. Jahrhundert

Die Stauferlöwen sind in der Heraldik drei nach rechts schreitende schwarze Löwen mit roten Zungen auf goldenem Grund.

## Geschichte
Die drei Löwen stammen aus der Zeit der Staufer, die Herzöge von Schwaben waren. Ursprünglich wurden nur ein oder zwei Löwen verwendet, Heinrich (VII.) verwendete jedoch als Erster ein Siegel mit drei Löwen, als er 1220 als Herzog von Schwaben eine Urkunde zu Gunsten des Klosters Wald ausstellte. Im Unterschied zu späteren Darstellungen schauen die schreitenden Löwen auf diesem Siegel nicht geradeaus, sondern den Betrachter an. Wappenkundler sprechen in diesem Fall von „Leoparden“.
Später führte der von 1500 bis 1806 bestehende Schwäbische Reichskreis die drei Stauferlöwen im Wappen.
Heute leben sie in den Landeswappen von Baden-Württemberg und Bayern als Symbole für Schwaben fort.

## Verwendung

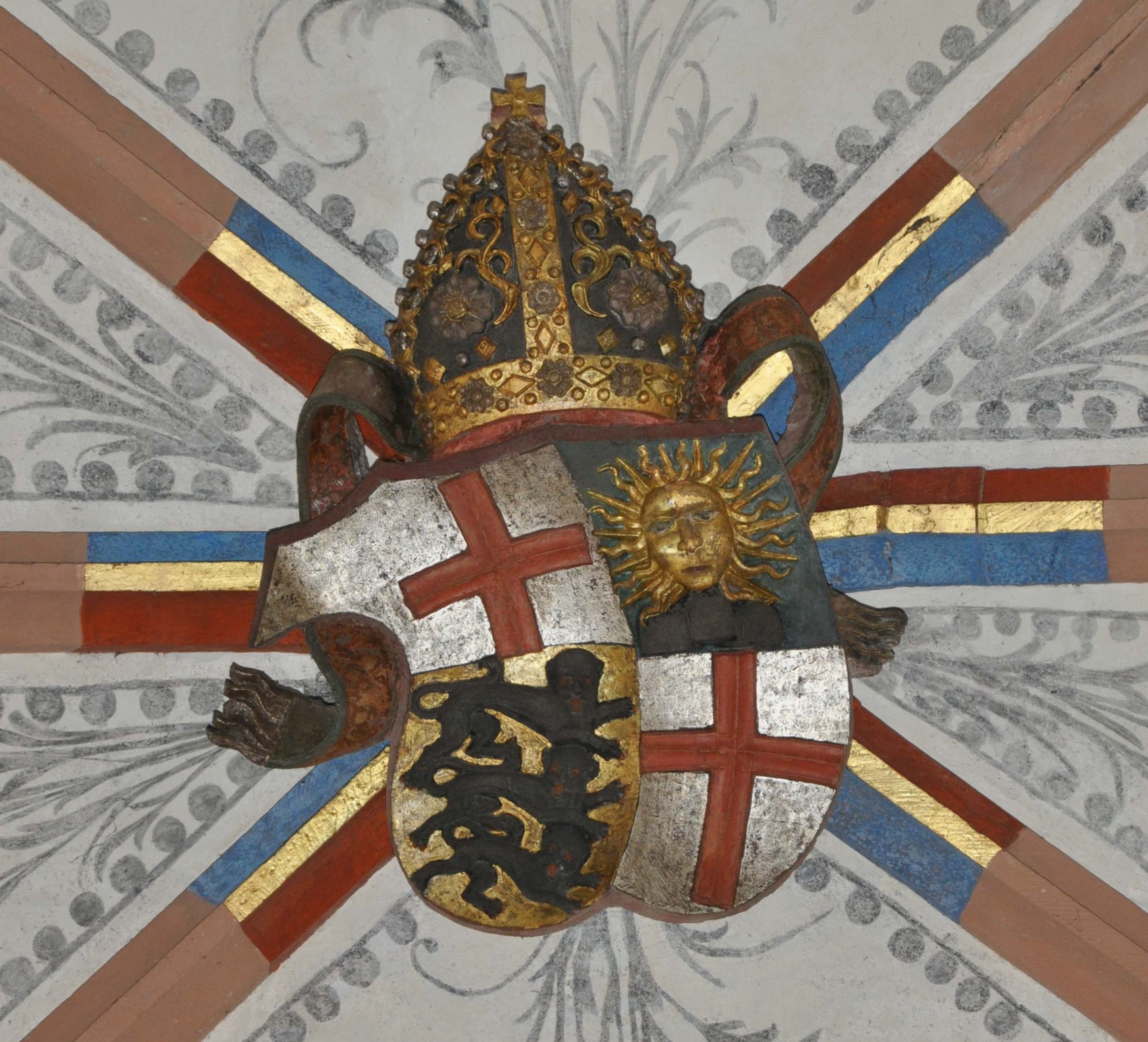
Wappen Otto IV. von Sonnenberg, Bischof von Konstanz.
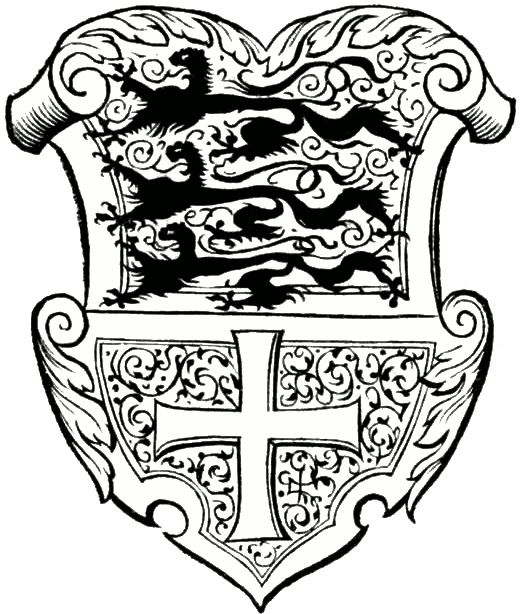
Wappen des Schwäbischen Reichskreises.
Wappen der Könige von Württemberg von 1806–1817.
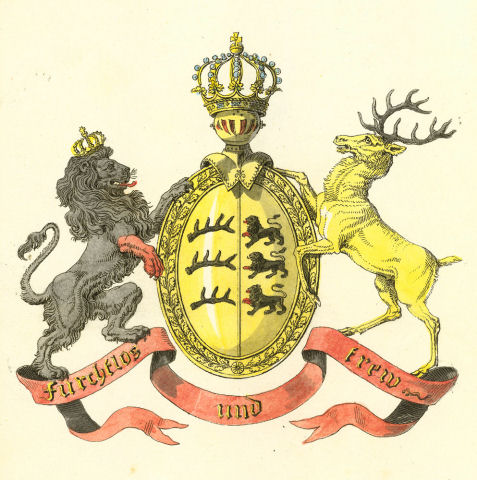
Entwurf des Großen Wappens des Königreichs Württemberg von 1817.
Großen Landeswappen Baden-Württembergs.
Kleines Landeswappen Baden-Württembergs.
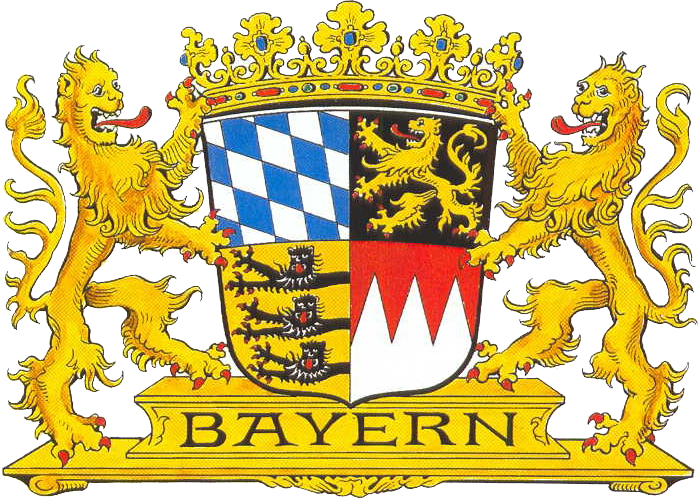
Das große Staatswappen Bayerns von 1923–1936, die drei Löwen symbolisieren den schwäbischen Teil, den Kreis Schwaben und Neuburg.
Das große Staatswappen Bayern, die drei Löwen symbolisieren Bayerisch-Schwaben.
Das 1973 verliehene Wappen des Landkreises Dillingen an der Donau zeigt einen Stauferlöwen, der den ehemaligen Landkreis Wertingen symbolisiert.
Das seit 1974 verwendete Wappen des Landkreises Weilheim-Schongau übernahm einen Stauferlöwen aus dem früheren Kreiswappen Schongaus.
Wappen des Ostalbkreises.
Wappen des Landkreises Göppingen.
Wappen der Gemeinde Alerheim.
Stauferlöwe in verwechselten Farben, seit 1934 Bestandteil des Wappens der Gemeinde Lorch.
Das 1958 verliehene Wappen der Gemeinde Birenbach.
Das Wappen des Landkreises Oberallgäu erinnert mit den Stauferlöwen an die frühere Zugehörigkeit zum Herzogtum Schwaben.
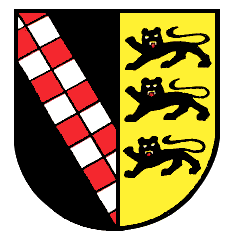
Wappen des Dorfes Dietershofen, Teil der Stadt Meßkirch. Das Wappen leitet sich von dem der Truchsessen von Waldburg-Rohrdorf ab.
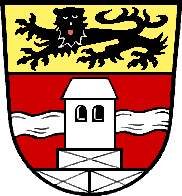
Wappen des 1972 im Zug der Gebietsreform aufgelösten Landkreises Schongau.
Wappen von Hohenstaufen vor seiner 1971 erfolgten Eingemeindung nach Göppingen.
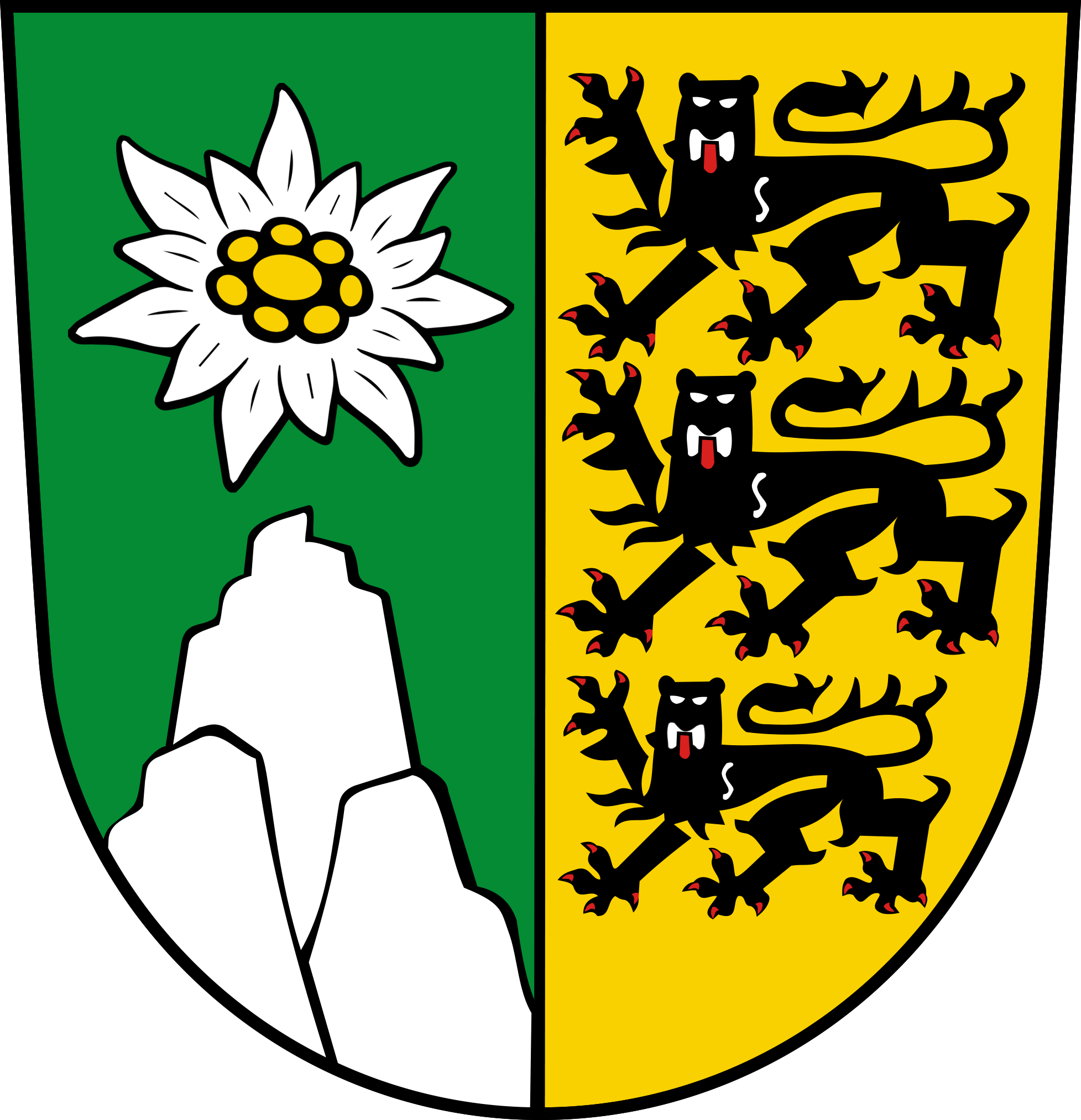
Wappen des ehemaligen Landkreises Sonthofen (1939–1972).
Wappen des ehemaligen Landkreises Wertingen.
Wappen des ehemaligen Landkreises Nördlingen.
Wappen des ehemaligen Landkreises Schwäbisch Gmünd, der 1973 aufgelöst wurde.
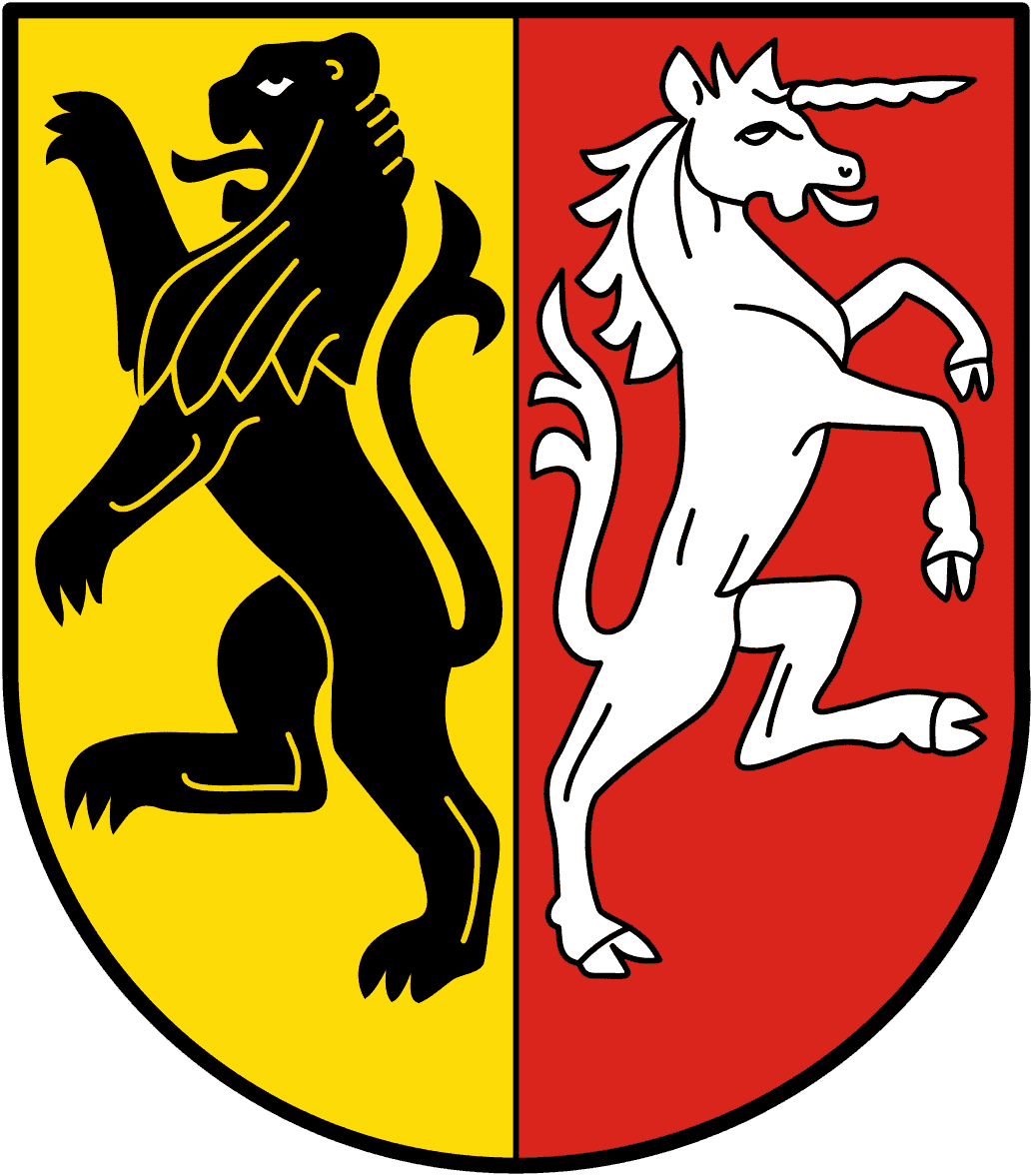
Wappen von Herlikofen vor seiner Eingemeindung nach Schwäbisch Gmünd.
Wappen von Maitis vor seiner 1973 erfolgten Eingemeindung nach Göppingen.
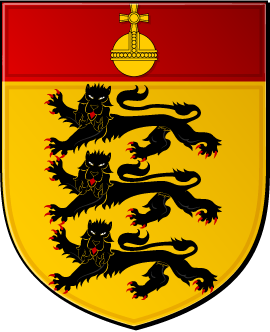
Wappen des Hauses Waldburg
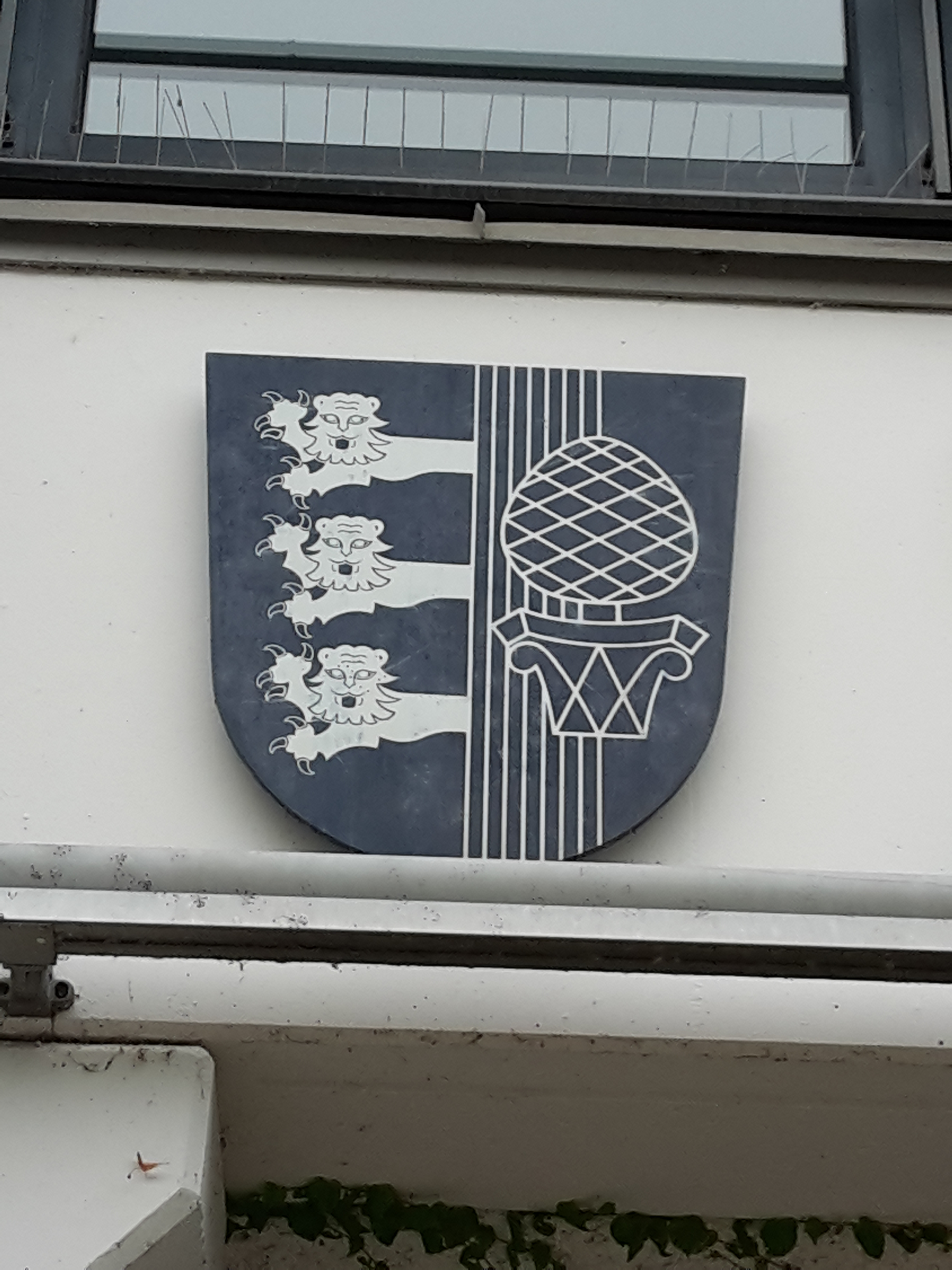
Wappen der 1970 gegründeten Universität Augsburg.
Verbandsabzeichen der 10. Panzerdivision der Bundeswehr mit aufrechtem Stauferlöwen.
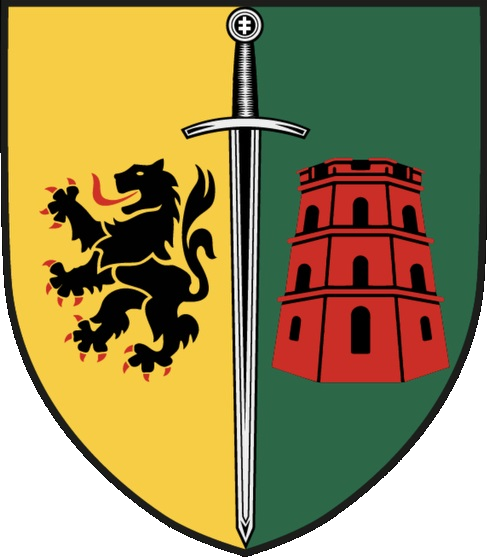
Wappen der Panzerbrigade 45, heraldisch rechts abgeleitet aus dem Wappen der 10. Panzerdivision
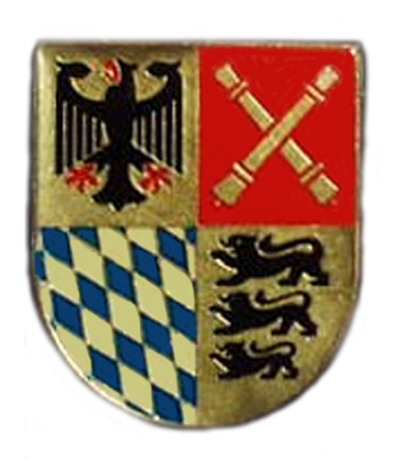
Internes Verbandsabzeichen des Stabes/Stabsbatterie des Artilleriekommandos 2.
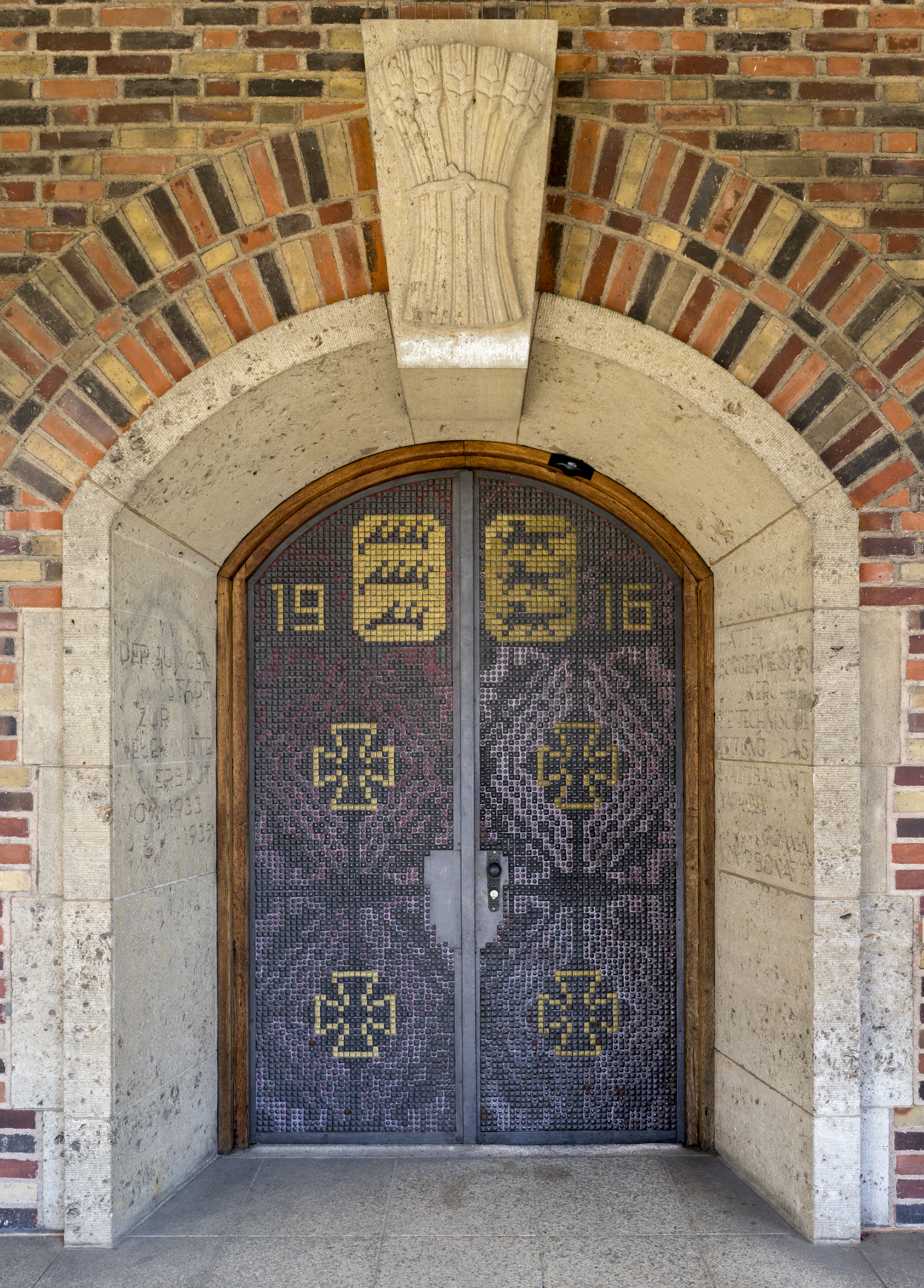
Tür des Rathauses von Kornwestheim.
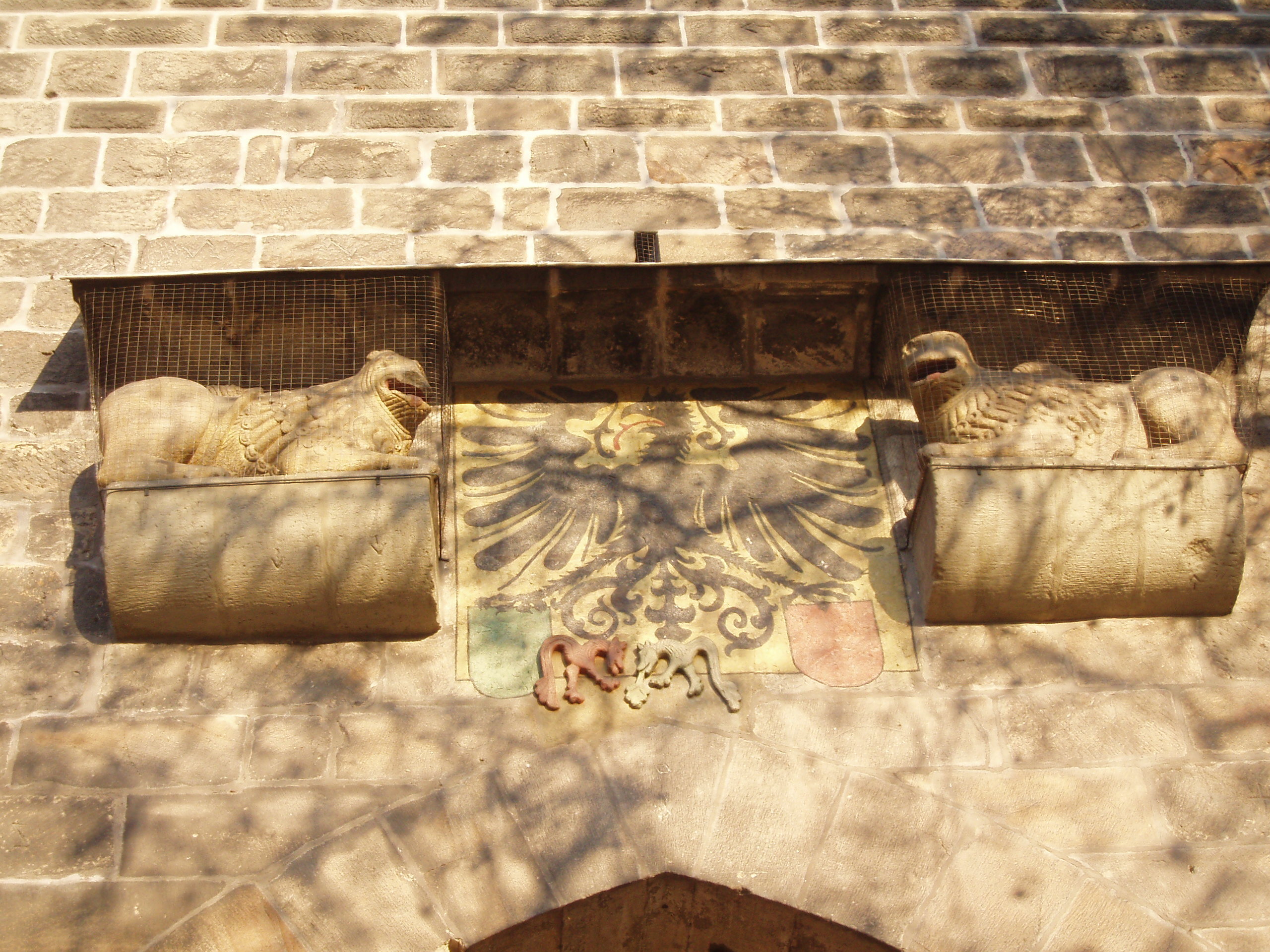
Stauferlöwen am sogenannten Wolfstor in Esslingen. Die verwitterten Löwen erinnern an Wölfe, daher der Name.
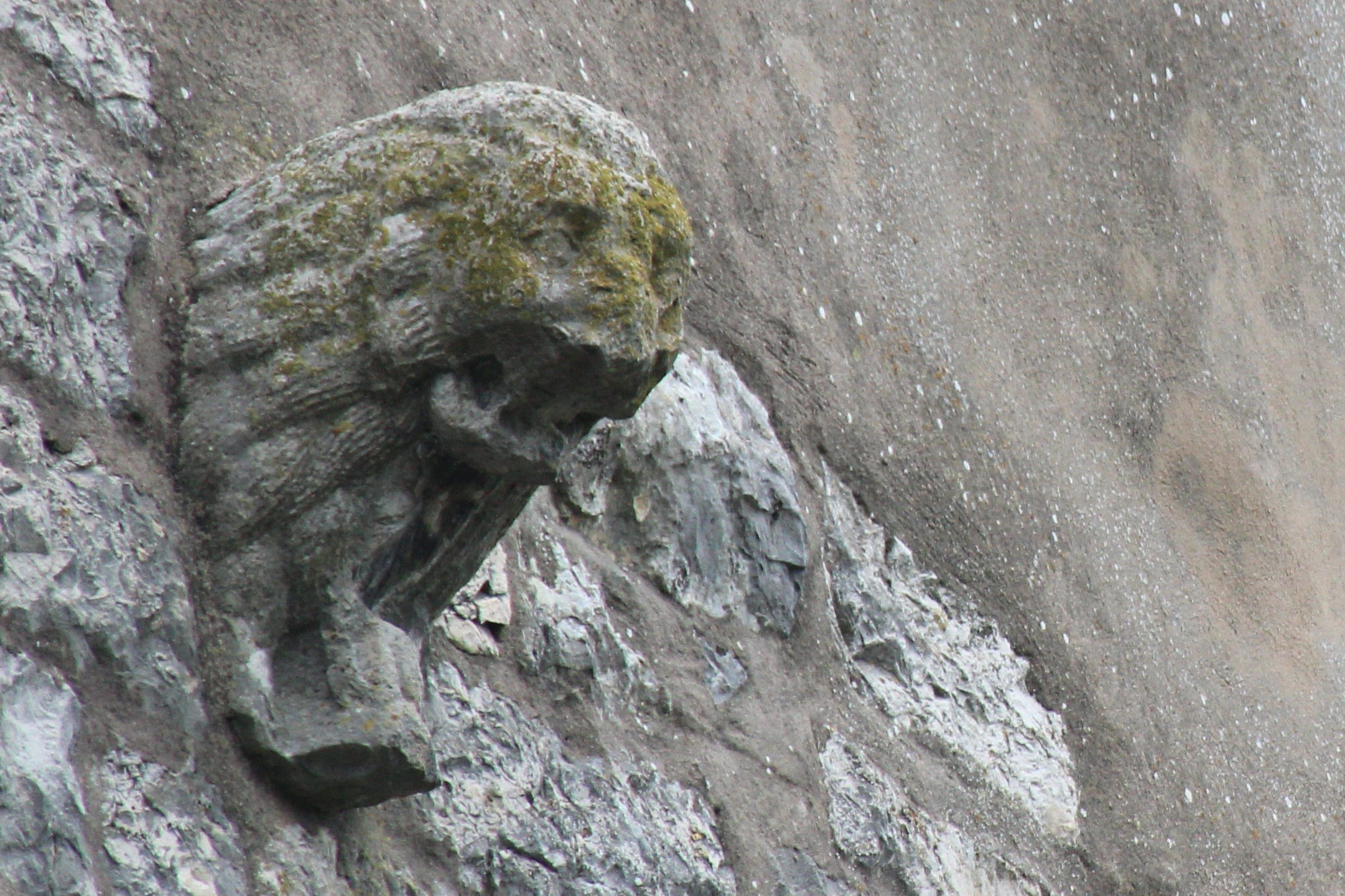
Stauferlöwe an der Schildmauer der Burg Harburg

## Andere Dreilöwenwappen
Die Mödlinger Seitenlinie der mit den Staufern verwandten Babenberger führte die drei Löwen neben dem österreichischen Bindenschild im Wappen. Dieses wurde ab 1246 von den Herzögen von Kärnten aus dem Hause Spanheim übernommen und ist heute das Wappen des Bundeslandes Kärnten in Österreich.
Weitere Beispiele für die Verwendung von drei Löwen sind das auf Richard Löwenherz zurückgehende Wappen von England, das Wappen des Vereinigten Königreichs sowie das Wappen von Dänemark.
Das Wappen der Gemeinde Freienbach in der Schweiz wurde 1948 angenommen und zeigt drei nach rechts schreitende goldene Löwen im roten Feld. Die Symbolik hängt eng mit der historischen Verbindung zum Herzogtum Schwaben zusammen.

Wappen der Herzöge von Kärnten seit 1246
Wappen von Kärnten
Wappen von England
Wappen des Vereinigten Königreichs
Wappen von Dänemark
Wappen der Gemeinde Freienbach, Schweiz